# 33e cérémonie des Saturn Awards
La 33e cérémonie des Saturn Awards, récompensant les films sortis en 2006 et les professionnels s'étant distingués cette année-là, s'est tenue le 10 mai 2007. La cérémonie a également célébrée les 35 ans de l'Académie des films de science-fiction, fantastique et horreur, qui organise l'évènement.

## Palmarès
Les lauréats sont indiqués ci-dessous en premier de chaque catégorie et en gras.

### Cinéma

#### Meilleur film de science-fiction
- Les Fils de l'homme (Children of Men)
  - Déjà vu
  - The Fountain
  - Le Prestige (The Prestige)
  - V pour Vendetta (V for Vendetta)
  - X-Men : L'Affrontement final (X-Men: The Last Stand)

#### Meilleur film fantastique
- Superman Returns
  - Eragon
  - L'Incroyable Destin de Harold Crick (Stranger than Fiction)
  - La Nuit au musée (Night at the Museum)
  - Le Petit Monde de Charlotte (Charlotte's Web)
  - Pirates des Caraïbes : Le Secret du coffre maudit (Pirates of the Caribbean : Dead Man's Chest)

#### Meilleur film d'horreur
- The Descent
  - Destination finale 3 (Final Destination 3)
  - Hostel
  - Saw 3 (Saw III)
  - Horribilis (Slither)
  - Des serpents dans l'avion (Snakes on a Plane)

#### Meilleur film d'action, d'aventures ou thriller
- Casino Royale
  - Chronique d'un scandale (Notes on a Scandal)
  - Flyboys
  - Les Infiltrés (The Departed)
  - Mission impossible 3 (Mission: Impossible III)
  - Le Parfum, histoire d'un meurtrier (Das Parfum - Die Geschichte eines Mörders)

#### Meilleur film d'animation
- Cars : Quatre Roues (Cars)
  - Souris City (Flushed Away)
  - Happy Feet
  - Monster House
  - Nos voisins, les hommes (Over the Hedge)
  - A Scanner Darkly

#### Meilleure réalisation
- Bryan Singer pour Superman Returns
  - J. J. Abrams pour Mission impossible 3 (Mission: Impossible III)
  - Alfonso Cuarón pour Les Fils de l'homme
  - Mel Gibson pour Apocalypto
  - Guillermo del Toro pour Le Labyrinthe de Pan
  - Tom Tykwer pour Le Parfum, histoire d'un meurtrier (Das Parfum : Die Geschichte eines Mörders)

#### Meilleur acteur
- Brandon Routh pour Superman Returns
  - Daniel Craig pour Casino Royale
  - Clive Owen pour Les Fils de l'homme
  - Hugh Jackman pour The Fountain
  - Tom Cruise pour Mission impossible 3 (Mission: Impossible III)
  - Will Ferrell pour L'Incroyable Destin de Harold Crick

#### Meilleure actrice
- Natalie Portman pour V pour Vendetta
  - Kate Bosworth pour Superman Returns
  - Judi Dench pour Chronique d'un scandale
  - Maggie Gyllenhaal pour L'Incroyable Destin de Harold Crick
  - Shauna Macdonald pour The Descent
  - Renée Zellweger pour Miss Potter

#### Meilleur acteur dans un second rôle
- Ben Affleck pour Hollywoodland
  - Sergi López pour Le Labyrinthe de Pan
  - Philip Seymour Hoffman pour Mission impossible 3 (Mission: Impossible III)
  - Bill Nighy pour le rôle de Davy Jones dans Pirates des Caraïbes : Le Secret du coffre maudit (Pirates of the Caribbean : Dead Man's Chest)
  - James Marsden pour Superman Returns
  - Kelsey Grammer pour X-Men : L'Affrontement final

#### Meilleure actrice dans un second rôle
- Famke Janssen pour X-Men : L'Affrontement final
  - Cate Blanchett pour Chronique d'un scandale
  - Eva Green pour Casino Royale
  - Rachel Hurd-Wood pour Le Parfum : Histoire d'un meurtrier (Das Parfum : Die Geschichte eines Mörders)
  - Parker Posey pour Superman Returns
  - Emma Thompson pour L'Incroyable Destin de Harold Crick

#### Meilleur(e) jeune acteur ou actrice
- Ivana Baquero pour Le Labyrinthe de Pan
  - Edward Speleers pour Eragon
  - Ko Ah-seong pour The Host
  - Mitchel Musso pour Monster House
  - Tristan Lake Leabu pour Superman Returns
  - Jodelle Ferland pour Tideland

#### Meilleur scénario
- Superman Returns – Michael Dougherty et Dan Harris
  - Casino Royale – Neal Purvis, Robert Wade et Paul Haggis
  - L'Incroyable Destin de Harold Crick – Zach Helm
  - Le Labyrinthe de Pan – Guillermo del Toro
  - Le Parfum : Histoire d'un meurtrier (Das Parfum : Die Geschichte eines Mörders) – Andrew Birkin, Bernd Eichinger et Tom Tykwer
  - V pour Vendetta – Andy et Larry Wachowski

#### Meilleure musique
- Superman Returns – John Ottman
  - Casino Royale – David Arnold
  - Flyboys – Trevor Rabin
  - Monster House – Douglas Pipes
  - Le Parfum : Histoire d'un meurtrier (Das Parfum : Die Geschichte eines Mörders) – Tom Tykwer, Johnny Klimek et Reinhold Heil
  - X-Men : L'Affrontement final – John Powell

#### Meilleurs costumes
- La Cité interdite – Chung Man Yee
  - Flyboys – Nic Ede
  - Pirates des Caraïbes : Le Secret du coffre maudit (Pirates of the Caribbean : Dead Man's Chest) – Penny Rose
  - Le Prestige – Joan Bergin
  - V pour Vendetta – Sammy Sheldon
  - X-Men : L'Affrontement final – Judianna Makovsky

#### Meilleur maquillage
- Horribilis – Todd Masters et Dan Rebert
  - La colline a des yeux – Howard Berger, Mario Michisanti et Gregory Nicotero
  - The Descent – Paul Hyett et Vicki Lang
  - Le Labyrinthe de Pan – David Martí et Montse Ribé
  - Massacre à la tronçonneuse : Le Commencement – Gregory Nicotero et Scott Patton
  - Pirates des Caraïbes : Le Secret du coffre maudit (Pirates of the Caribbean : Dead Man's Chest) – Joel Harlow et Ve Neill

#### Meilleurs effets spéciaux
- Pirates des Caraïbes : Le Secret du coffre maudit (Pirates of the Caribbean : Dead Man's Chest) –Charles Gibson, Allen Hall, Hal T. Hickel et John Knoll
  - The Fountain – Jeremy Dawson, Dan Schrecker, Mark G. Soper et Peter Parks
  - Mission impossible 3 (Mission: Impossible III) – Roger Guyett, Russell Earl, Pat Tubach et Daniel Sudick
  - Le Petit Monde de Charlotte – Karin Joy, John Andrew Berton Jr., Blair Clark et John Dietz
  - Superman Returns – Mark Stetson, Neil Corbould, Richard R. Hoover et John Thum
  - X-Men : L'Affrontement final – John Bruno, Eric Saindon, Craig Lyn et Michael Vézina

#### Meilleur film international
- Le Labyrinthe de Pan (El laberinto del fauno)
  - Apocalypto
  - La Cité interdite (滿城盡帶黃金甲, Mǎnchéng Jìndài Huángjīnjiǎ)
  - The Host (괴물, Gwoemul)
  - Lettres d'Iwo Jima (Letters from Iwo Jima) (硫黄島からの手紙 Iô-Jima kara no tegami)
  - Le Maître d'armes (霍元甲, Huò Yuán Jiǎ)

### Télévision
Note : le symbole «  ♕ » rappelle le gagnant de l'année précédente (si nomination).

#### Meilleure série diffusée sur les réseaux nationaux
- Heroes
  - 24 heures chrono (24)
  - Jericho
  - Lost : Les Disparus (Lost) ♕
  - Smallville
  - Veronica Mars

#### Meilleure série diffusée sur le câble ou en syndication
- Battlestar Galactica ♕
  - The Closer : L.A. enquêtes prioritaires (The Closer)
  - Dexter
  - Doctor Who
  - Eureka
  - Kyle XY
  - Stargate SG-1

#### Meilleur téléfilm
- Les Aventures de Flynn Carson : Le trésor du roi Salomon (The Librarian: Return to King Solomon's Mines)
  - Life on Mars
  - The Lost Room
  - Les Maîtres de l'horreur (Masters of Horror)
  - Rêves et cauchemars (Nightmares and Dreamscapes: From the Stories of Stephen King)
  - Magnitude 10,5 : L'Apocalypse (10.5: Apocalypse)

#### Meilleur acteur
- Michael C. Hall pour Dexter
  - Kiefer Sutherland pour 24 heures chrono
  - Edward James Olmos pour Battlestar Galactica
  - Matt Dallas pour Kyle XY
  - Matthew Fox pour Lost : Les Disparus ♕
  - Noah Wyle pour Les Aventures de Flynn Carson : Le trésor du roi Salomon

#### Meilleure actrice
- Jennifer Love Hewitt pour Ghost Whisperer
  - Katee Sackhoff pour Battlestar Galactica
  - Kyra Sedgwick pour The Closer : L.A. enquêtes prioritaires
  - Evangeline Lilly pour Lost : Les Disparus
  - Patricia Arquette pour Médium
  - Kristen Bell pour Veronica Mars ♕

#### Meilleur acteur dans un second rôle
- Masi Oka pour Heroes
  - James Callis pour Battlestar Galactica ♕
  - James Remar pour Dexter
  - Greg Grunberg pour Heroes
  - Michael Emerson pour Lost : Les Disparus
  - Josh Holloway pour Lost : Les Disparus

#### Meilleure actrice dans un second rôle
- Hayden Panettiere pour Heroes
  - Jennifer Carpenter pour Dexter
  - Ali Larter pour Heroes
  - Elizabeth Mitchell pour Lost : Les Disparus
  - Allison Mack pour Smallville
  - Gabrielle Anwar pour Les Aventures de Flynn Carson : Le trésor du roi Salomon

### DVD

#### Meilleure édition DVD
- The Sci-Fi Boys
  - 2001 Maniacs
  - Bambi 2 (Bambi and the Prince of the Forest)
  - Beowulf, la légende viking
  - L'Effet papillon 2 (The Butterfly Effect 2)
  - Hollow Man 2

#### Meilleure édition spéciale DVD
- Superman 2 (Superman II: The Richard Donner Cut)
  - Le Monde de Narnia : Le Lion, la Sorcière blanche et l'Armoire magique (The Chronicles of Narnia: The Lion, the Witch and the Wardrobe)
  - Destination finale 3 (Final Destination 3)
  - King Kong
  - Old Boy (올드보이)
  - Saw 2

#### Meilleure édition spéciale DVD d'un classique
- Godzilla (ゴジラ, Gojira)
  - Planète interdite (Forbidden Planet)
  - Free Enterprise
  - Les Griffes de la nuit (A Nightmare on Elm Street)
  - La Prisonnière du désert (The Searchers)
  - La Source de feu (She)
  - Les Survivants de l'infini (This Island Earth)

#### Meilleure collection DVD
- James Bond Ultimate Edition (Collections 1-4) comprenant L'Homme au pistolet d'or (The Man with the Golden Gun), Goldfinger, Le monde ne suffit pas (The World Is Not Enough), Les diamants sont éternels (Diamonds Are Forever), Tuer n'est pas jouer (The Living Daylights), Dangereusement vôtre (A View to a Kill), Opération Tonnerre (Thunderball), Meurs un autre jour (Die Another Day), L'Espion qui m'aimait (The Spy Who Loved Me), Permis de tuer (Licence to Kill), GoldenEye, Vivre et laisser mourir (Live and Let Die), Rien que pour vos yeux (For Your Eyes Only), Bons baisers de Russie (From Russia with Love), Au service secret de Sa Majesté (On Her Majesty's Secret Service), James Bond 007 contre Dr. No (Dr. No), On ne vit que deux fois (You Only Live Twice), Octopussy, Demain ne meurt jamais (Tomorrow Never Dies), Moonraker
  - The Premiere Frank Capra Collection comprenant Monsieur Smith au Sénat (Mr. Smith Goes to Washington), New York-Miami (It Happened One Night), Vous ne l'emporterez pas avec vous (You Can't Take It With You), L'Extravagant Mr. Deeds (Mr. Deeds Goes to Town), La Ruée (American Madness) et le documentaire Frank Capra's American Dream
  - The Boris Karloff Collection comprenant La Tour de Londres (Tower of London), Le Mystère du château noir (The Black Castle), La Passion du Docteur Holmes (The Climax), Le Château de la terreur (The Strange Door) et Alerte la nuit (Night Key)
  - Hollywood Legends of Horror Collection comprenant Docteur X (Doctor X), Le Retour du docteur X (The Return of Doctor X), Les Mains d'Orlac (Mad Love), Les Poupées du diable (The Devil-Doll), La Marque du vampire (Mark of the Vampire), Le Masque d'or (The Mask of Fu Manchu)
  - Superman Ultimate Collector's Edition comprenant Superman (film) (Superman: The Movie), Superman 2 (Superman II: The Adventure Continues), Superman II: The Richard Donner Cut, Superman 3 (Superman III: Superman vs. Superman), Superman 4 : Le face-à-face (Superman IV: The Quest For Peace) et Superman Returns
  - The Exorcist - The Complete Anthology comprenant L’Exorciste (The Exorcist), L'Exorciste (version intégrale) (The Exorcist: Unrated), L'Exorciste 2 : L'Hérétique (The Exorcist II: The Heretic), L'Exorciste, la suite (The Exorcist III : Legion), L'Exorciste : Au commencement (The Exorcist: The Beginning) et Dominion: Prequel to the Exorcist

#### Meilleure édition DVD d'un programme télévisé
- Les Maîtres de l'horreur (Masters of Horror)
  - Deadwood
  - Doctor Who
  - Lost : Les Disparus (Lost)
  - Mystery Science Theater 3000
  - MI-5 (Spooks)

#### Meilleure édition DVD d'un ancien programme télévisé
- Les Aventures de Superman (Adventures of Superman)
  - Histoires fantastiques (Amazing Stories)
  - Saturday Night Live
  - Star Trek, la série animée (Star Trek: The Animated Series)
  - Voyage au fond des mers (Voyage to the Bottom of the Sea)
  - Les Mystères de l'Ouest (The Wild Wild West)

### Prix spéciaux

#### Rising Star Award
- Matt Dallas

#### Filmmakers Showcase Award
- James Gunn

#### Service Award
- Kerry O'Quinn